# 나전중학교
나전중학교(羅田中學校)는 대한민국 강원특별자치도 정선군 북평면 남평리에 있는 공립 중학교이다.

## 학교 연혁
- 1985년 12월 26일 : 나전중학교 설립인가(12학급)
- 1986년 3월 5일 : 개교식(입학생 174명)
- 1989년 2월 16일 : 제1회 졸업식(147명 남 91명, 여 56명)
- 2025년 1월 3일 : 제37회 졸업식(졸업생 16명, 누계 1,565명)
- 2025년 3월 1일 : 제22대 김재곤 교장 부임
- 2025년 3월 4일 : 입학식(신입생 4명)

## 참고 자료
- 나전중학교 - 한국교육학술정보원 학교알리미